# 花都站
花都站是广东城际运营的车站，为目前广州东环城际和广清城际两条线路的交汇站，位于中华人民共和国广东省广州市花都区广州北站西侧，于2020年11月30日启用。预计本站远期的旅客日发送量可达5.62万人次。

## 车站结构

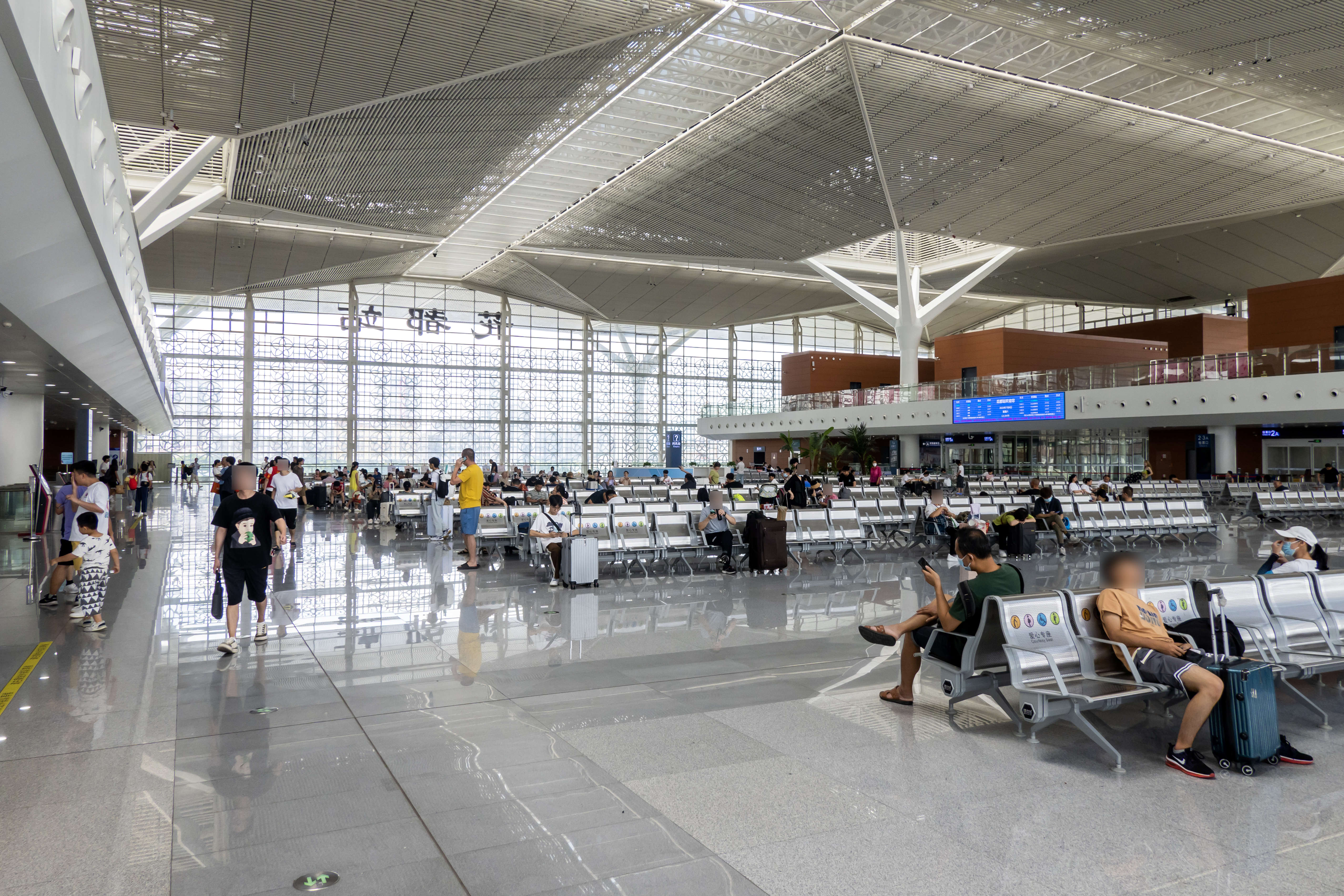
花都站二楼的站厅

花都站建筑面积30,657平方米，规模为4台6线，其中设岛式站台2座、侧式站台2座，正线4条、到发线2条，为广清城际线外包广佛环线。

### 车站楼层
| 地上三层 | 办公区       | 车站办公区、设备区                                 |          |          |
| 地上二层 | 城际候车区   | 城际铁路检票口及候车区、问询处                     |          |          |
|          | 国铁候车区   | 国铁广州北站检票口及候车区 国铁广州北站进站通道    |          |          |
| 地面     | 侧式站台     | 侧式站台                                           | 侧式站台 | 侧式站台 |
|          | 6站台        | 备用站台                                           |          |          |
|          | 5站台        | 广州东环城际 白云机场北方向（下站：花城街）        |          |          |
|          | 岛式站台     |                                                    |          |          |
|          | 4站台        | 广州东环城际 白云机场北方向（下站：花城街）        |          |          |
|          | 3站台        | 广清城际 飞霞方向（下站：樂同）                    |          |          |
|          | 岛式站台     |                                                    |          |          |
|          | 2站台        | 广清城际 飞霞方向（下站：樂同）                    |          |          |
|          | 1站台        | 备用站台 便捷换乘通道                              |          |          |
|          | 侧式站台     |                                                    |          |          |
|          | 地面进站大厅 | 进站口、售票厅、安检设施、广州图书馆城际花都站分馆 |          |          |
| 地下一层 | 北出站通道   | 城际出站通道、便捷换乘通道                         |          |          |
|          | 南出站通道   | 城际出站通道、便捷换乘通道、国铁广州北站出站通道   |          |          |
|          | 地下进站大厅 | 售票厅、安检设施 地铁广州北站连接通道              |          |          |
|          | 下沉广场     | 进出站口                                           |          |          |

## 接驳交通

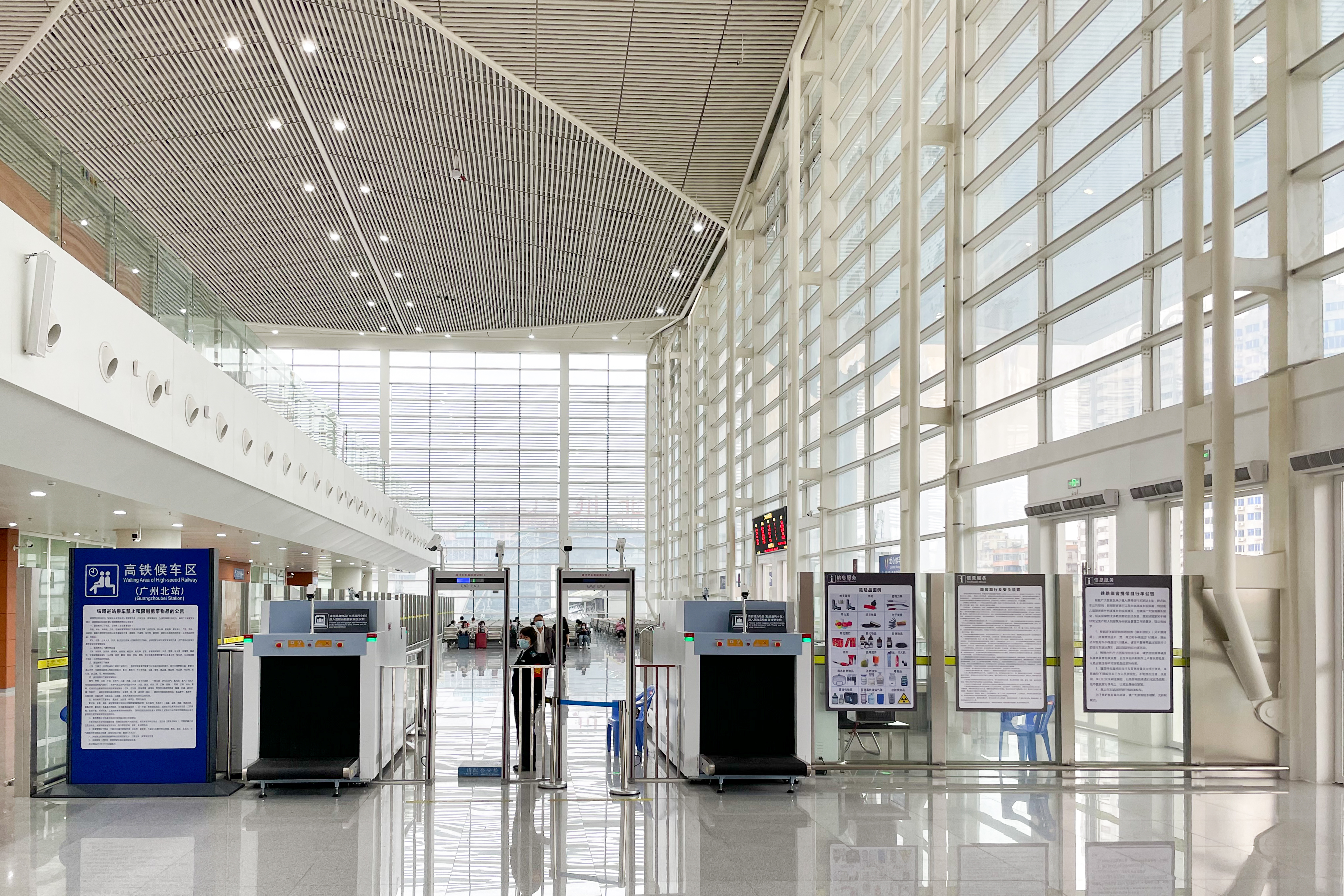
位于花都站二楼的广州北站西入口及西候车室

本站所处花都区重要的交通枢纽，附近有公交花都汽车总站、地铁广州北站和国铁广州北站。
在花都站启用初期，无法直接通往国铁广州北站，来往城际和国铁的乘客需要在室外绕行，造成极大不方便。后相关换乘通道于2021年1月28日开通，乘客可在花都站二楼的高铁候车区检票，然后通过换乘通道直接前往国铁广州北站站台乘车；亦可从国铁广州北站出站，经本站地下通道前往城际和地铁车站。
| 编号 | 编号  | 线路                 | 线路                 | 线路                 | 收费                 | 备注                 |
| ---- | ----- | -------------------- | -------------------- | -------------------- | -------------------- | -------------------- |
|      | 花1   | 西岭村东             | ⇆                    | 白鳝塘               | 1元                  |                      |
|      | 花4   | 东环城际花山镇站     | ⇆                    | 东方村               | 1元                  |                      |
|      | 花6   | 已于2025年6月5日停办 | 已于2025年6月5日停办 | 已于2025年6月5日停办 | 已于2025年6月5日停办 | 已于2025年6月5日停办 |
|      | 花7   | 广州北站西广场       | ⇆                    | 广州城市理工学院     | 2元                  |                      |
|      | 花23  | 广州北站西广场       | ⇆                    | 广清城际（狮岭）站   | 2–3元                | 60–120分/班          |
|      | 花31B | 广州工商学院         | ⇆                    | 广州北站西广场       | 2元                  |                      |
|      | 花32  | 东方村               | ⇆                    | 阳升村               | 2–4元                |                      |

| 编号 | 编号 | 线路       | 线路 | 线路       | 收费 | 备注 |
| ---- | ---- | ---------- | ---- | ---------- | ---- | ---- |
|      | 703  | 机场路     | ⇆    | 荔红路     | 3元  |      |
|      | 花37 | 岐山村市场 | ⇆    | 城东停车场 | 2元  |      |

## 历史
本站作为广州北站综合交通枢纽工程的一部分，于2018年9月22日开建。车站地下部分施工于2019年7月15日顺利完成，而地面钢结构主体结构于同年11月23日顺利封顶。
根据铁路车站命名规则，城际铁路与国铁车站不能出现同名情况，因此本站未沿用国铁“广州北站”站名。本站后被定名为花都站，值得一提的是，鄰近的廣州北站在1995-1999年間被短暫命名為花都站。
2020年11月30日，本站随广州东环城际铁路和广清城际铁路开通而启用。
2021年1月28日，本站连接国铁广州北站的通道开通使用。2022年10月，花都站通往广州北站候车区的安检设施撤除。2024年4月23日，到达两站的乘客可通过新开放、位于负一层的换乘通道，经1站台便捷通道前往二层候车区换乘，无需重新安检。

## 未来发展
广花城际（广州地铁18号线北延段）将在凤凰南路站分出一条支线连接城际花都站，即广清城际联络线，广花城际的列车未来可与广清城际直通运行。2021年3月广花城际第一次环评公示时，将该联络线调整为未来实施。